# Hemiandrus similis
Hemiandrus similis är en insektsart som beskrevs av Kjell Ernst Viktor Ander 1938. Hemiandrus similis ingår i släktet Hemiandrus och familjen Anostostomatidae. Inga underarter finns listade i Catalogue of Life.